# Лехтонен, Венла
Венла Лехтонен (фин. Venla Lehtonen, род. 10 марта 1995 года в Иматре, Финляндия) — финская биатлонистка, член сборной Финляндии по биатлону. Участница Зимних Олимпийских игр 2018.

## Результаты

### Олимпийские игры
| Соревнование  | Индивидуальная | Спринт | Преследование | Масс-старт | Эстафета | Смешанная эстафета |
| ------------- | -------------- | ------ | ------------- | ---------- | -------- | ------------------ |
| 2018 Пхёнчхан | —              | 79     | —             | —          | 15       | —                  |

## Кубок мира
- Дебют: 8 декабря 2017 года на 2-м этапе Кубка мира 2017/18 в австрийском Хохфильцене. (95 место)
- Лучший результат: 6 декабря 2018 года на 1-м этапе Кубка мира 2018/19 в словенской Поклюке. (36 место)
- Первые очки Кубка Мира: 6 декабря 2018 года на 1-м этапе Кубка мира 2018/19 в словенской Поклюке. (36 место)